# Phanias
Phanias  (лат.) — род аранеоморфных пауков из подсемейства Dendryphantinae в семействе пауков-скакунов (Salticidae). Большинство видов обитают на территории Соединённых Штатов Америки (в Северной Америке), в Мексике, Сальвадоре (в Латинской Америке) и на Галапагосских островах (в Тихом Океане).

## Виды
- Phanias albeolus (Chamberlin & Ivie, 1941) — США
- Phanias concoloratus (Chamberlin & Gertsch, 1930) — США
- Phanias distans (Banks, 1924) — Галапагосские острова
- Phanias dominatus (Chamberlin & Ivie, 1941) — США
- Phanias flavostriatus (F. O. P.-Cambridge, 1901) — Мексика
- Phanias furcifer (Gertsch, 1936) — США
- Phanias furcillatus (F. O. P.-Cambridge, 1901) — Мексика
- Phanias harfordi (Peckham & Peckham, 1888) — США
- Phanias monticola (Banks, 1895) — США
- Phanias neomexicanus (Banks, 1901) — США
- Phanias salvadorensis (Kraus, 1955) — Сальвадор
- Phanias watonus (Chamberlin & Ivie, 1941) — США